# Лук обманывающий
Лук обма́нывающий (лат. Allium decipiens) — многолетнее травянистое растение, вид рода Лук (Allium) семейства Луковые (Alliaceae).

## Распространение и экология
В природе ареал вида охватывает Турцию, Украину, юг Европейской части России и Казахстан.
Произрастает на каменистых склонах, обнажениях, солонцах и песках.

## Ботаническое описание
Луковица шаровидно-яйцевидная или шаровидная, диаметром 0,75—2 см; оболочки черноватые, бумагообразные. Стебель высотой 20—70 см, гладкий.
Листья в числе двух—шести, шириной 5—20 мм, линейные или линейно-ланцетные, по краю гладкие или шероховатые, значительно короче стебля.
Чехол в два—три раза короче зонтика, коротко заострённый. Зонтик пучковато-полушаровидный, полушаровидный или почти шаровидный, многоцветковый, рыхловатый. Цветоножки в два—шесть раза длиннее околоцветника, равные, при основании без прицветников. Листочки звёздчатого околоцветника бледно-розовато-фиолетовые или фиолетовые, с фиолетовой жилкой, узкоэллиптические, тупые, позднее вниз отогнутые, скручивающиеся, длиной около 5 мм. Нити тычинок равны листочкам околоцветника, при основании с околоцветником сросшиеся, выше между собой слегка спаянные, шиловидные. Завязь почти сидячая, шероховатая.
Коробочка яйцевидная, диаметром около 5 мм.

## Таксономия
Вид Лук обманывающий входит в род Лук (Allium) семейства Луковые (Alliaceae) порядка Спаржецветные (Asparagales).
|  |                                      |  |                                                             |                                                             |                   |  | ещё 24 семейства (согласно Системе APG II) | ещё 24 семейства (согласно Системе APG II) |                      |  |  |  | ещё более 870 видов |
|  |                                      |  |                                                             |                                                             |                   |  | ещё 24 семейства (согласно Системе APG II) | ещё 24 семейства (согласно Системе APG II) |                      |  |  |  | ещё более 870 видов |
|  |                                      |  |                                                             | порядок Спаржецветные                                       |                   |  |                                            |                                            | род Лук              |  |  |  |                     |
|  |                                      |  |                                                             | порядок Спаржецветные                                       |                   |  |                                            |                                            | род Лук              |  |  |  |                     |
|  | отдел Цветковые, или Покрытосеменные |  |                                                             |                                                             | семейство Луковые |  |                                            |                                            | вид Лук обманывающий |  |  |  |                     |
|  | отдел Цветковые, или Покрытосеменные |  |                                                             |                                                             | семейство Луковые |  |                                            |                                            |                      |  |  |  |                     |
|  |                                      |  | ещё 44 порядка цветковых растений (согласно Системе APG II) | ещё 44 порядка цветковых растений (согласно Системе APG II) |                   |  |                                            | ещё около 300 родов                        | ещё около 300 родов  |  |  |  |                     |
|  |                                      |  |                                                             | ещё 44 порядка цветковых растений (согласно Системе APG II) |                   |  |                                            |                                            | ещё около 300 родов  |  |  |  |                     |